# Coupe Intercontinentale de hockey
La Coupe Intercontinentale de hockey est un tournoi de hockey sur gazon masculin servant de qualification pour les prochains championnats du monde. Elle se tient généralement tous les quatre ans.

## Palmarès
| Année | Or               | Argent           | Bronze           | 4e        | Lieu         |
| ----- | ---------------- | ---------------- | ---------------- | --------- | ------------ |
| 1977  | Pologne          | Irlande          | Union soviétique | Belgique  | Rome         |
| 1981  | Union soviétique | Malaisie         | Nouvelle-Zélande | Irlande   | Kuala Lumpur |
| 1985  | Espagne          | Nouvelle-Zélande | Pologne          | Canada    | Barcelone    |
| 1989  | Pays-Bas         | Canada           | Inde             | France    | Madison      |
| 1993  | Corée du Sud     | Espagne          | Inde             | Argentine | Sydney       |
| 1997  | Espagne          | Corée du Sud     | Nouvelle-Zélande | Pologne   | Kuala Lumpur |
| 2001  | Argentine        | Espagne          | Pologne          | Belgique  | Édimbourg    |
| 2006  | Nouvelle-Zélande | Corée du Sud     | Angleterre       | Pakistan  | Changzhou    |